# Ле-Лила
Ле-Лила́ (фр. Les Lilas) — коммуна в восточных окрестностях Парижа, относящаяся к департаменту Сена-Сен-Дени региона Иль-де-Франс. Находится в 5,7 км от центра Парижа.

## История
Ле-Лила (буквально «сирени») была создана 24 июля 1867 путём соединения части коммуны Роменвилль с частями Пантена и Баньоле.
Девиз: «То, что было цветком, стало городом.»

## Транспорт
В Ле-Лила находится станция метро Мэри-де-Лила 11-й линии парижского метро.

## Достопримечательности
На нынешней территории коммуны находился нацистский концентрационный лагерь Форт де Роменвиль.

## Известные жители
- Представители королевской (изгнанной) семьи Черногории — принц Никола Петрович-Негош.
- Майвенн, французская актриса и режиссёр, родилась в Ле-Лила в 1976 году.
- Бланстель Куссалука, футболист.

## В искусстве и литературе
- Песня Сержа Генсбура «Le Poinçonneur des Lilas» рассказывает о злоключениях контролёра билетов на станции Лила. Речь идёт о соседней станции Порт-де-Лила, находящейся в Париже.